# Viva Zapata!
Viva Zapata! je biografski film Elia Kazana iz 1952. Temeljen je na romanu "Zapata"  Johna Steinbecka, koji je surađivao i na scenariju.
Fikcionalni film o pobunjeniku  Emilianu Zapati (Marlon Brando) prati njegov život od seljačkog djetinjstva, preko perioda slave i moći početkom dvadesetog stoljeća, do njegove smrti. Zapati se u njegovoj pobuni protiv tiranskog predsjednika  Porfiria Diaza pridružio Pancho Villa (Alan Reed).

## Nagrade
- Oscar za najboljeg sporednog glumca - Anthony Quinn.
- Nominacije za Oscara: najbolji glavni glumac (Marlon Brando); najbolja scenografija; glazba; najbolji scenarij.

## Zanimljivosti
- Fraza "Viva Zapata!" bila je popularna u vrijeme protesta među onima koji su trpjeli nepravdu.
- Lokacije snimanja: Durango, Colorado; Roma, Teksas; i Novi Meksiko.
- Film pokušava romantizirati Zapatin lik te tako iskrivljuje pravu narav Meksičke revolucije. Ipak, Zapata se borio - ne da pokori Meksiko, nego da oslobodi seljake države Morelos i drugih južnih meksičkih država.
- Postoji i knjiga "Zapata", autora Johna Steinbecka. Originalni scenarij je napisao autor, a knjiga sadrži novi Steinbeckov predgovor te originalni i službeni scenarij filma.
- Ovaj film poslužio je kao inspiracija za ime korporacije Zapata Corporation, koju je osnovao George H. W. Bush, bivši američki predsjednik.

## Vanjske poveznice
- Viva Zapata! u internetskoj bazi filmova IMDb-a
- Recenzija u New York Timesu[neaktivna poveznica]